# Mileewa bifurcata
Mileewa bifurcata är en insektsart som beskrevs av Heller och Rauno E. Linnavuori 1968. Mileewa bifurcata ingår i släktet Mileewa och familjen dvärgstritar. Inga underarter finns listade i Catalogue of Life.